# Robin Palacios
Robin Palacios (Estocolmo, Suecia, 15 de diciembre de 1991) es un futbolista peruano-sueco. Juega de volante y actualmente está sin equipo.

## Clubes
| Club                  | País    | Año         |
| --------------------- | ------- | ----------- |
| Täby IS               | Suecia  | 2011        |
| AFC United            | Suecia  | 2011        |
| AIK                   | Suecia  | 2012-2013   |
| Akropolis IF (cesión) | Suecia  | 2012        |
| IK Frej (cesión)      | Suecia  | 2012        |
| Akropolis IF (cesión) | Suecia  | 2013        |
| IF Fram Larvik        | Noruega | 2014        |
| Brattvåg IL           | Noruega | 2015 - 2016 |
| Enskede IK            | Suecia  | 2015 - 2016 |
| Vasalunds IF          | Suecia  | 2017        |
| Hallonbergens IF      | Suecia  | 2018 - 2019 |
| FOC Farsta            | Suecia  | 2020        |
| Täby FK               | Suecia  | 2020        |

- Datos: Q27961159